# Statu quo
El statu quo (literalmente 'en el estado en que'; pronunciado [statu-kuó]) es el estado de cosas de un determinado momento. El latinismo se usa para aludir al conjunto de condiciones que prevalecen en un momento histórico determinado y es la reducción de la fórmula diplomática in statu quo ante.

## De manera incorrecta
Es frecuente encontrar la forma status quo, que aparece como incorrecta para la Real Academia Española que al remitirse etimológicamente a la forma in statu quo ante, en la que el ablativo sí tenía razón de ser, ha quedado fijada la locución con statu. La existencia del latinismo status (estado, condición o situación) contribuye a este uso erróneo pero tal vez contribuya más el que en inglés la expresión culta aceptada sea status quo, por lo que podría considerarse un anglicismo.
En castellano, es invariable en singular y en plural (el statu quo, los statu quo).
Mientras que esta locución latina ha quedado con la grafía status quo en alemán y en inglés, la grafía statu quo es la preferida en castellano y en francés, por ejemplo, como se puede comprobar en las «interwikis» de este mismo artículo.

## Uso político
El statu quo suele cuestionarse y revisarse a través de los movimientos sociales. Estos buscan aliviar o prevenir un problema en particular y, a menudo, moldear el sentimiento social y la expresión cultural de una sociedad o nación. El statu quo es, al menos en parte, rechazado por sus protagonistas, los progresistas, que lideran el movimiento. Sus defensores van desde los debatidores, los transigentes, los proponentes de elecciones y referendos hasta los dogmáticos y los
reaccionarios.
Al profesor y economista Clark Kerr se atribuye la frase: "El statu quo es la única solución que no se puede vetar", lo que significa que el statu quo no se puede anular con una simple decisión; para cancelarlo, debe realizar determinadas acciones.
Karl Marx veía la religión organizada como un medio para que la burguesía mantuviera al proletariado satisfecho con un statu quo desigual.

## Uso en otros campos
En economía conductual, un cambio en el statu quo suele ser una tendencia a resistir el cambio, una preferencia exagerada por el statu quo en la toma de decisiones, explicada por el hecho de que los riesgos son más importantes que los posibles beneficios.
En el campo de la ética aplicada, para tratar de evitar este sesgo, el filósofo Nick Bostrom propuso un método de inversión, que consiste en ofrecer lo opuesto a la opción deseada; en caso de rechazo, la propuesta originalmente concebida se convierte automáticamente en deseable.
En historia, el término statu quo ante bellum se refiere al "estado de las cosas antes de la guerra" entre dos bandos.